# 고어 비달

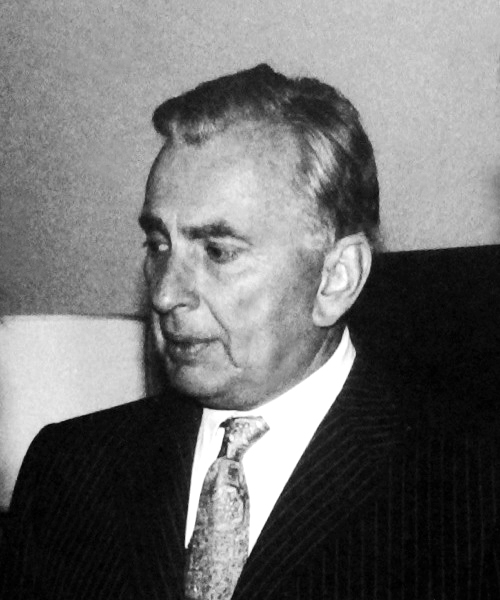

고어 비달(Gore Vidal, 영어 발음: /vɪˈdɑːl/, 1925년 10월 3일 - 2012년 7월 31일)은 미국의 진보적 소설가, 수필가, 극작가, 정치인, 정당인, 정치 평론가, 영화 각본가, 영화 배우, 방송인이다. 본명은 유진 루서 고어 비달(Eugene Luther Gore Vidal)이다.
1925년 10월 3일, 미국 뉴욕주 웨스트포인트에서 유진 루서 비달, 니나 S. 고어 부부 사이에서 태어났다. 오클라호마 선출 민주당 상원의원을 지낸 외할아버지 토머스 고어에게서 이름을 따왔다.
미국 문학 사상 처음으로 동성애를 긍정적으로 다룬 소설, 미국 역사를 테마로 한 역사 소설 7부작, 재치 넘치는 진보적 정치·사회 평론 등으로 알려졌다. 다수의 저술 활동을 남겼으며, 이 중 상당수는 영화화되기도 하였다. 고어 비달 본인 역시 공식·비공식적으로 다수의 영화 각본 활동에 참여했다. 일부 영화에는 출연하기도 했다.
2012년 7월 31일 폐렴에 의한 합병증으로 인해 캘리포니아주 로스 앤젤레스 근교 자택에서 사망했다.